# Землетрясение в Гяндже
Землетрясение в Гяндже — одно из крупнейших по количеству жертв землетрясений в истории интенсивностью в 11 баллов, произошедшее 30 сентября 1139 года близ города Гянджа, ровно через год после знаменитого землетрясения в Алеппо. В результате катастрофы погибло около 230 тыс. человек.
Во время землетрясения обрушилась гора Кяпаз и преградила русло реки Ахсу, пролегавшую через неё, вследствие чего образовались восемь озёр, одно из которых — озеро Гёйгёль. Это озеро в данное время находится на территории одноимённого заповедника.
Это землетрясение входит в пятёрку землетрясений, унёсших самое большое количество жизней.

## Сведения историков
Очевидец землетрясения, уроженец и житель Гянджи армянский автор Мхитар Гош, так описал это явление:
«В месяце Арег, на 18-й день месяца, в течение ночи с пятницы на субботу, в день праздника святого Геворга, ярость господнего гнева обрушилась на мир; неистовство земли и сильное разрушение двинулись ужасными толчками и достигли страны Агванк. Этим землетрясением много было разрушено во многих местах (городах) в областях Парисос и Хачен, как на полях, так и в горах. В результате его столица Гандзак также была швырнута в ад, поглотив своих жителей. И во всех концах своей поверхности земля держала их в своих объятиях, а в горных районах многие крепости и деревни были разрушены вместе с монастырями и церквами, которые обрушились на головы их жителей, и бесчисленное множество людей было убито разрушенными зданиями и башнями».
Воспользовавшись землетрясением, на город напали грузинские войска под командованием царя Деметре I (1125—1156). По словам Мхитара Гоша, грузинские войска
«поступали немилосердно и грубо и напали на оставшихся в живых, предали их всех мечу и привели к рабству. Несмотря на то, что они видели, что город, который был значительным, внезапно был повержен в ад, ибо груды золота и горы человеческих останков были свалены в одну кучу, они не подумали стать милосердными по отношению к городу, откапывали и увозили золотые и серебряные сокровища и своими налётами и пытками они мучили народ более жестоко, чем само землетрясение».
После землетрясения город был восстановлен сельджукским правителем Кара-Сункуром. По сообщению Мхитара Гоша, Кара-Сункур «прибыл в Арран и начал восстанавливать и укреплять эту страну. Он восстановил разрушенные стены города Гандзака и установил мир в пределах его границ».
Арабский историк Ибн ал-Асир пишет:

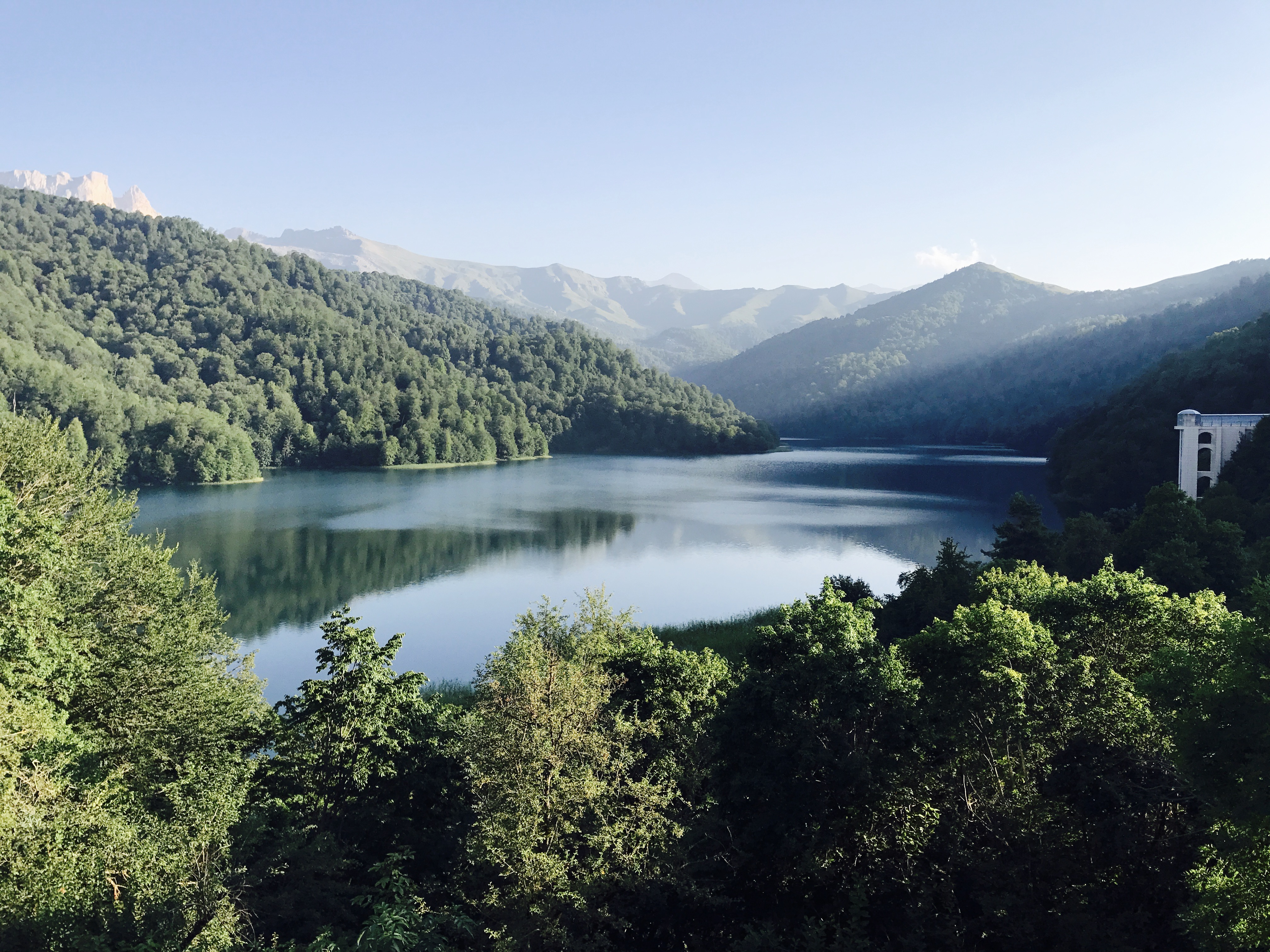
Озеро Гёйгёль — одно из восьми озёр, образованных в результате землетрясения

«В 534 году произошло землетрясение в Гандже и других округах Азербайджана и Аррана. Но сильнее всего оно было в Гандже. Много в нём было разрушено и несметное количество людей погибло. Говорят, что погибших было 230 000, в том числе 2 сына Кара-сонкора, владетеля страны. И была там разрушена крепость, принадлежащая Муштасид ад-дину Бехрузу, в которой погибло очень много сокровищ и имущества, принадлежащих ему же»

Армянский историк Киракос Гандзакеци, житель Гянджи, сообщает:
«В те дни спустились тьма и туман и окутали все горы и поля, началось ужасное землетрясение и была дотла разрушена столица Гандзак. И милостью божьей вновь рукоположенный католикос выжил, но от землетрясения погиб великий вардапет Григор 35 вместе с множеством других мужчин, женщин и детей, коим несть числа, которых убивали строения, обвалившиеся на них. Пришел царь грузинский Деметре I и разграбил всё их имущество; увез в свою страну и врата городские. Обвалилась также гора Алхарак и преградила лощину, проходившую через неё, и получилось море, которое существует и поныне».